# Nomi (actrice pornographique)
Pour les articles homonymes, voir Nomi.
Nomi de son pseudonyme est une actrice pornographique française, née le 25 juillet 1969 à Saint-Quentin.

## Biographie
Danseuse classique de formation, Nomi — Isabelle de son vrai prénom — gagne ensuite sa vie en exerçant divers métiers, tout en cherchant à devenir professeur de danse. Elle dit avoir été, à l'âge de 22 ans, embauchée par une princesse saoudienne pour donner des cours de danse, puis séquestrée pendant près d'un an à Riyad, privée de son passeport et contrainte de porter le voile, avant de parvenir finalement à rentrer en France. Selon son témoignage, devenir actrice pornographique après cette expérience lui est apparu comme un moyen de s'« épanouir en tant que femme » et de se « retrouver »,.
C'est en travaillant comme strip-teaseuse lors du festival de Cannes 1997 qu'elle a l'occasion d'approcher pour la première fois l'industrie du cinéma pornographique. Avant de débuter dans ce milieu, elle n'avait encore jamais vu de film X. Elle tourne sa première scène en 1998 sous la direction de David Caroll, pour les besoins du film Mâles de mer.

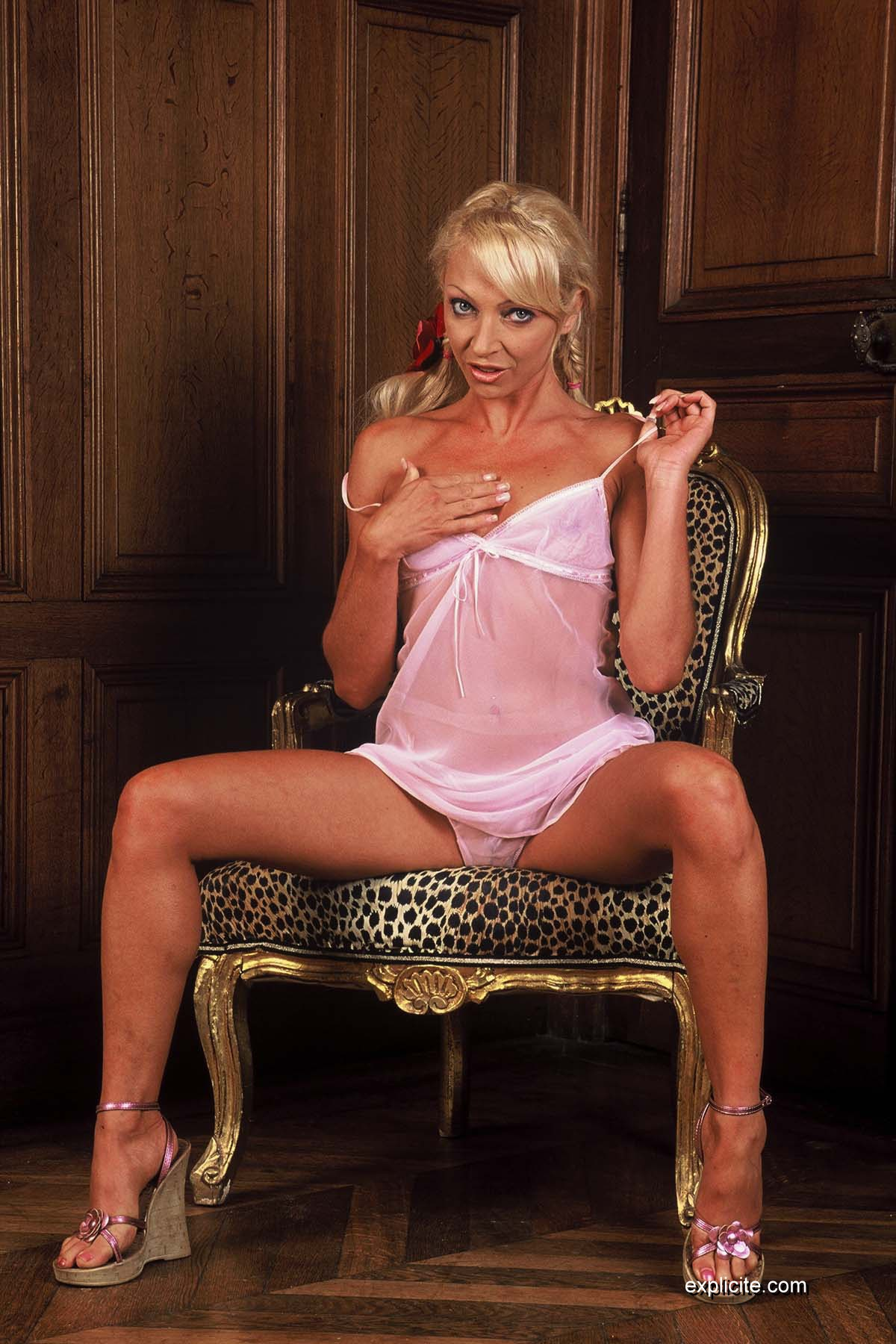
Nomi photographiée en 2012.

Nomi fait partie de la minorité d'actrices X à avoir débuté leur carrière aux alentours de la trentaine : son physique, son allure distinguée et son âge lui valent de tenir entre autres des rôles de bourgeoise, puis de mère de famille dévergondée. Si elle apparaît rarement en vedette, elle est, dans la première moitié des années 2000, l'une des actrices les plus demandées du porno français. En effet, son physique, son sourire enjôleur, le plaisir palpable montré devant les caméras et ses performances de premier ordre, notamment anales, lui donnent une présence naturellement remarquée lors de ses apparitions. 
Au sommet de sa carrière, elle tourne jusqu'à une scène X par semaine. Elle travaille à plusieurs reprises dans les productions Marc Dorcel ainsi que devant la caméra de réalisateurs vedettes du X français comme Fred Coppula, avec qui elle tourne Scandale et La Menteuse, ou John B. Root avec qui elle tourne Une nuit au bordel. Pendant un temps, elle répond au courrier des lecteurs dans Chobix, le mensuel de Fred Coppula. En 2003, elle partage avec Katsuni la vedette de Katsumi et Nomi à Los Angeles. Elle tourne un temps aux États-Unis mais ne prolonge pas l'aventure, le préservatif étant rarement utilisé dans les productions américaines. Elle se produit également dans des spectacles érotiques en discothèque et dans des salons spécialisés.
En 2005, Nomi fait partie des actrices pornographiques qui témoignent sur leur profession dans le documentaire Une vie classée X, réalisé par Mireille Darc. En 2009, elle est l'une des actrices principales du film Histoires de sexe(s), réalisé par Ovidie et Jack Tyler.
Dans la seconde moitié des années 2000, Nomi raréfie progressivement ses apparitions sur les écrans. Au début de la décennie suivante, elle travaille surtout comme camgirl,. Avançant en âge, elle reçoit moins de propositions, tandis que l'arrivée des sites de streaming gratuit entraîne une nette dégradation des conditions de travail des actrices X. En 2011, elle témoigne sur son métier et sa carrière dans le reportage Rhabillage, réalisé par Ovidie pour Envoyé spécial.
Avec le recul, sans renier son parcours dans le hard, elle constate que les « tubes » ont « tué le métier » d'actrice pornographique et déplore que ses anciennes scènes soient désormais visibles sur le web par des mineurs. Elle tourne son dernier film X en 2014 et devient ensuite cogérante d'une agence l'immobilière travaillant pour des clients étrangers, ce qui lui permet de ne pas être reconnue dans un autre cadre professionnel. Bien qu'ayant totalement arrêté les tournages, elle continue de se manifester sur les réseaux sociaux sous son pseudonyme d'actrice X, par sympathie pour son ancien public.
En 2017, elle publie un livre autobiographique, Totalement (dé)voilée, dans lequel elle raconte notamment l'épisode de sa séquestration en Arabie Saoudite.

## Filmographie
Nomi est apparue dans plus de 140 films pornographiques et un téléfilm érotique.

### Films pornographiques (sélection)
- 1999 : Machos de Fred Coppula (Blue One)
- 2000 : Max, portrait d'un serial-niqueur, de Fred Coppula  (Blue One)
- 2001 : Lilith d'Ovidie (Marc Dorcel)
- 2001 : Charles et ses drôles des femmes, de Stan Lubrick
- 2002 : La Candidate, de Fred Coppula (Blue One)
- 2002 : La Cambrioleuse de Fred Coppula (Blue One)
- 2002  : Digital Sex Bamboo et Nomi de Stan Lubrick (JTC Vidéo)
- 2002 : Le Fabuleux destin d'Ovidie de Yannick Perrin
- 2003 : Scandale, de Fred Coppula (Fred Coppula prod)
- 2003 : La Menteuse, de Fred Coppula  (Fred Coppula prod)
- 2003 : Une nuit au bordel, de John B. Root (Marc Dorcel)
- 2003 : Katsumi et Nomi à Los Angeles, de Max Antoine (JTC Vidéo)
- 2003 : Les Parisiennes, de Yannick Perrin (Blue One)
- 2004 : Katsumi à l'école des sorcières, d'Alain Payet (Blue One)
- 2004 : Rêves de jeunes filles, de Patrice Cabanel
- 2004 : Infirmières de charme, d'Alain Payet
- 2005 : Salopes 3, de Fred Coppula
- 2006 : Jeux interdits, de Fred Coppula
- 2007 : Yasmine à la prison de femmes, d'Alain Payet (Marc Dorcel)
- 2007 : Max 3, de Fred Coppula (Fred Coppula prod)
- 2009 : Histoires de sexe(s), d'Ovidie et Jack Tyler (French Lover TV)
- 2012 : Mariée à tout prix, de Christian Lavil (Alkrys)

### Télévision
- Plume perverse, téléfilm érotique français de Claire Delune (2005)[14]

## Nomination
2001 : Hot d'or

## Interview
- Interview de Nomi par Oksana

## Autobiographie
- Totalement (dé)voilée (avec Ambre Bartok), Pygmalion, 2017, 978-2756421711

## Voir également